# Alaa Maihoub
Alaa Maihoub (9 gennaio 1962) è un ex calciatore egiziano, di ruolo centrocampista.

## Carriera
Con la Nazionale egiziana ha partecipato ai Mondiali 1990.